# Josef Slíva (architekt)
Josef Slíva (1936 – 5. října 2020 Vinoř) byl český architekt. Narodil se v roce 1936, vystudoval Fakultu architektury na Českém vysokém učení technickém v Praze a celý svůj život pracoval ve stavebnictví v Ústí nad Labem a v Praze jako projektant. Navrhl první kolektor v Československu, je autorem řady staveb občanského užití v Ústí nad Labem (zimní stadion, letní kino, zastřešení plaveckých areálů v Brné a na Klíši). Navrhoval také stavby v Teplicích a okolí Prahy. Jednalo se většinou o zastřešovací stavby. Josef Slíva zemřel ve věku 84 let.

## Život
Josef Slíva se narodil v roce 1936. Vystudoval architekturu na Českém vysokém učení technickém v Praze, kde studia v roce 1959 úspěšně ukončil. Poté působil jako projektant na Krajském projektovém ústavu v Ústí nad Labem. Od roku 1976 do roku 1980 jako hlavní projektant v Pozemních stavbách Ústí nad Labem, a mezi lety 1980 a 1991 jako vedoucí technického odboru Výstavby severočeského kraje. V roce 1983 se stal soudním znalcem v oboru stavebnictví se specializací na stavební konstrukce, ceny a odhady nemovitostí. Od roku 1992 pak podnikal na živnostenský list jako projektant (v roce 1994 byl ředitelem akciové společnosti 1. stavební se sídlem v Litoměřicích). V roce 2000 se přestěhoval do Radonic východně od Prahy. Josef Slíva zemřel 5. října 2020.

## Dílo
Jednou z prvních prací Josefa Slívy byl kolektor v centru Ústí nad Labem, postavený v roce 1961. Jednalo se o první kolektor v Československu a jeho projekt vznikl již v roce 1960. Následovala dostavba a zastřešení zimního stadionu na Masarykově ulici. Hlavními autory stavby byli Josef Slíva a Jan Gabriel, spolupracovali Jan Doležal, Josef Zeman a Miloš Mandík. Projekt vznikal v letech 1965 až 1967, realizace byla dokončena v roce 1971. Společně s Josefem Zemanem navrhl v roce 1971 zastřešení letního kina (realizováno ve stejném roce) ve stylu high tech. V roce 1972 vyprojektoval ve spolupráci s Janem Doležalem budovu Technického a zkušebního ústavu stavebního na Tolstého ulici v Teplicích (dokončeno 1976). Dále v roce 1974 dokončil projekt na rekonstrukci a rozšíření Termálního koupaliště v Brné. O rok později ve spolupráci s Janem Doležalem, Josefem Zemanem a Stanislavem Stejskalem dokončili projekt plavecké haly na Klíši. Budova byla dostavěna v roce 1986. Na počátku 80. let 20. století pak navrhl brutalistní administrativní objekt v Dvořákově 2 v Ústí, který byl dokončen v roce 1984. V 80. letech také navrhoval rodinné domy v Teplicích a Ústí. Po roce 2000 ještě realizoval skladové areály Alfun a Inpros severovýchodně od Prahy.
V šedesátých a sedmdesátých letech se Josef Slíva zapojil do návrhů typového bytu TO6B. Spolupracoval s umělci jako Ladislav Lapáček či Marta Taberyová, kteří svými výtvarnými díly dekorovali objekt termálního koupaliště v Brné.

### Osudy realizací Josefa Slívy
Svoji původní podobu si zachovaly jen některé realizace Josefa Slívy. Po rekonstrukci v roce 2010 ztratil svoji původní podobu zimní stadion, byl pokryt plechem. Proměnou fasády prošel mezi lety 2012 a 2015 i administrativní objekt na Dvořákově ulici. V tomto případě došlo ke ztrátě oranžového obložení. V neposlední řadě byla rekonstruována i plavecká hala na Klíši, která díky této rekonstrukci v roce 2014 přišla o svůj původní výraz.

## Galerie

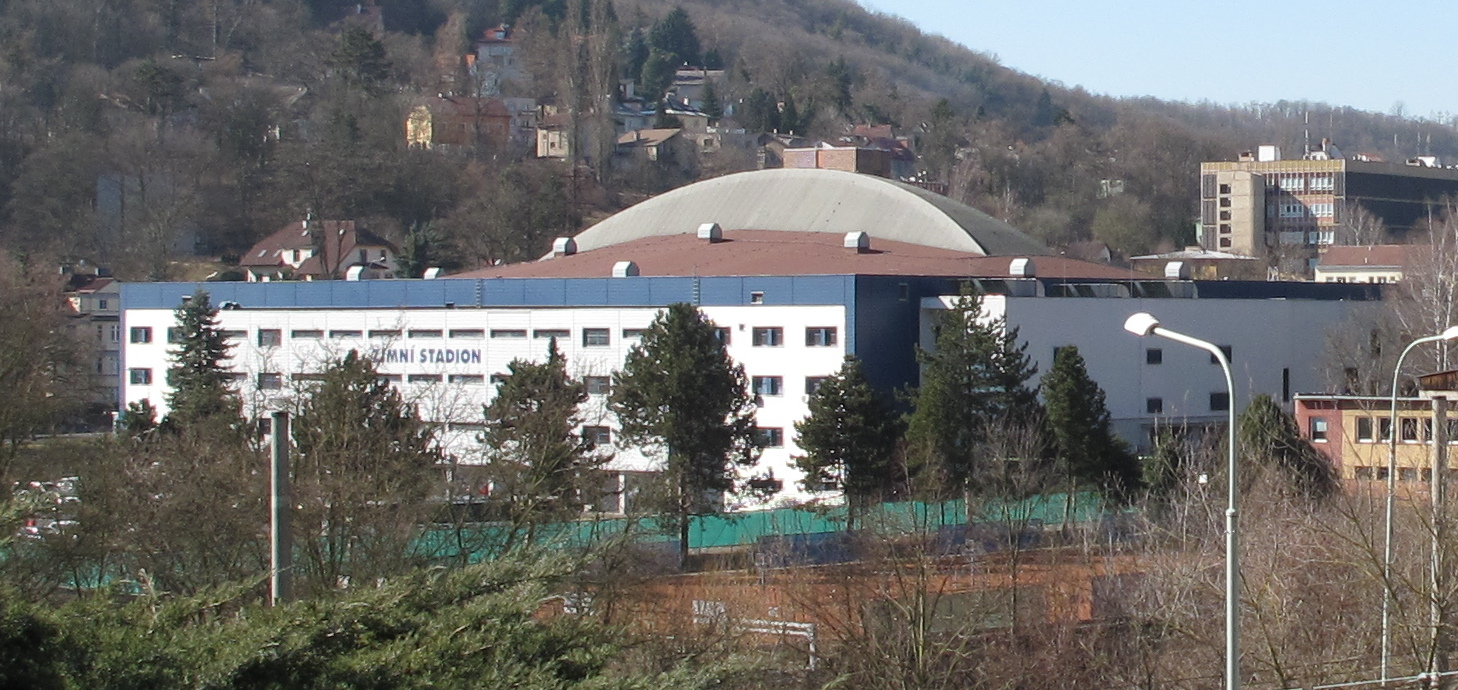
Zimní stadion v Ústí nad Labem
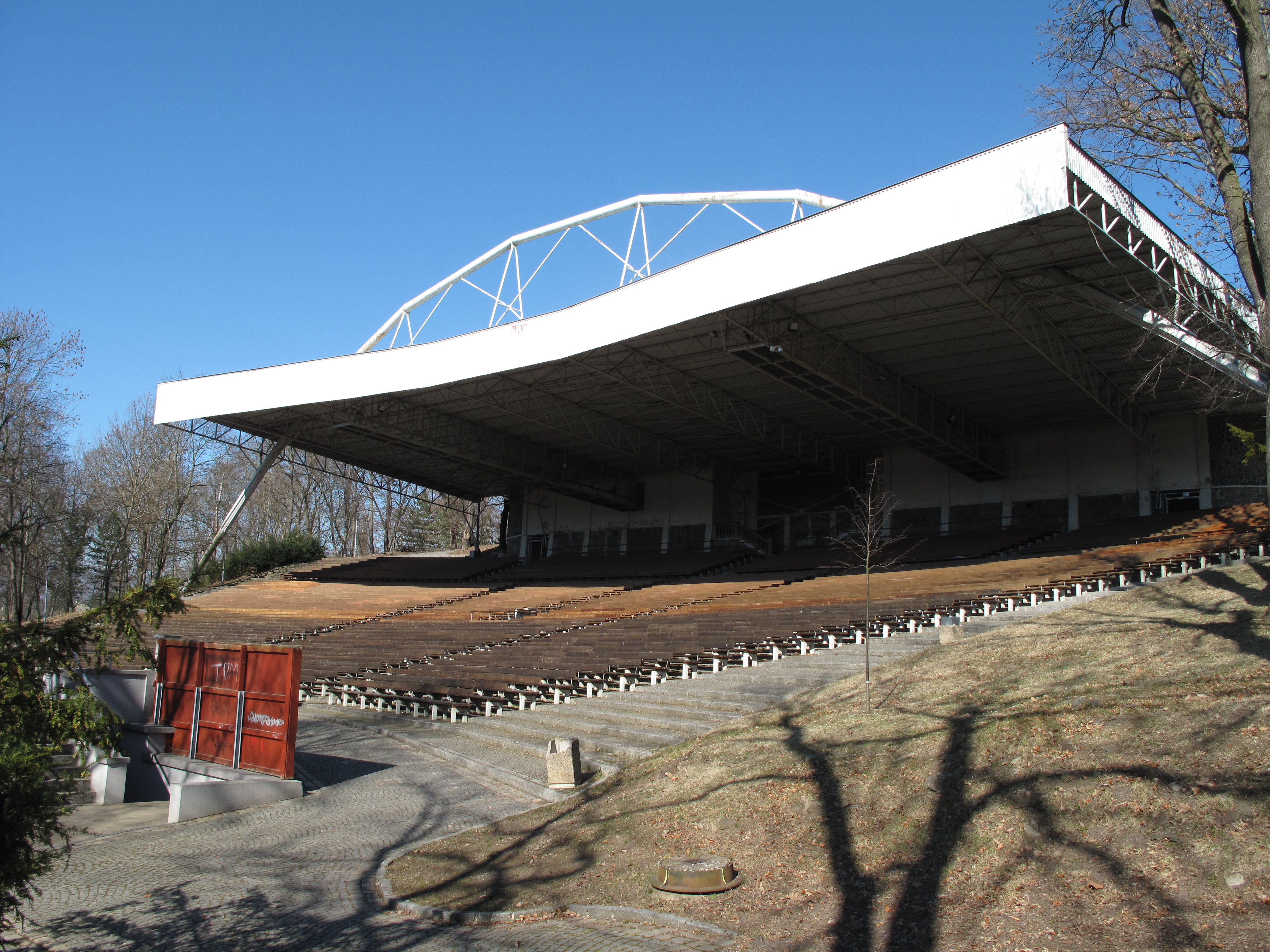
Letní kino v Ústí nad Labem
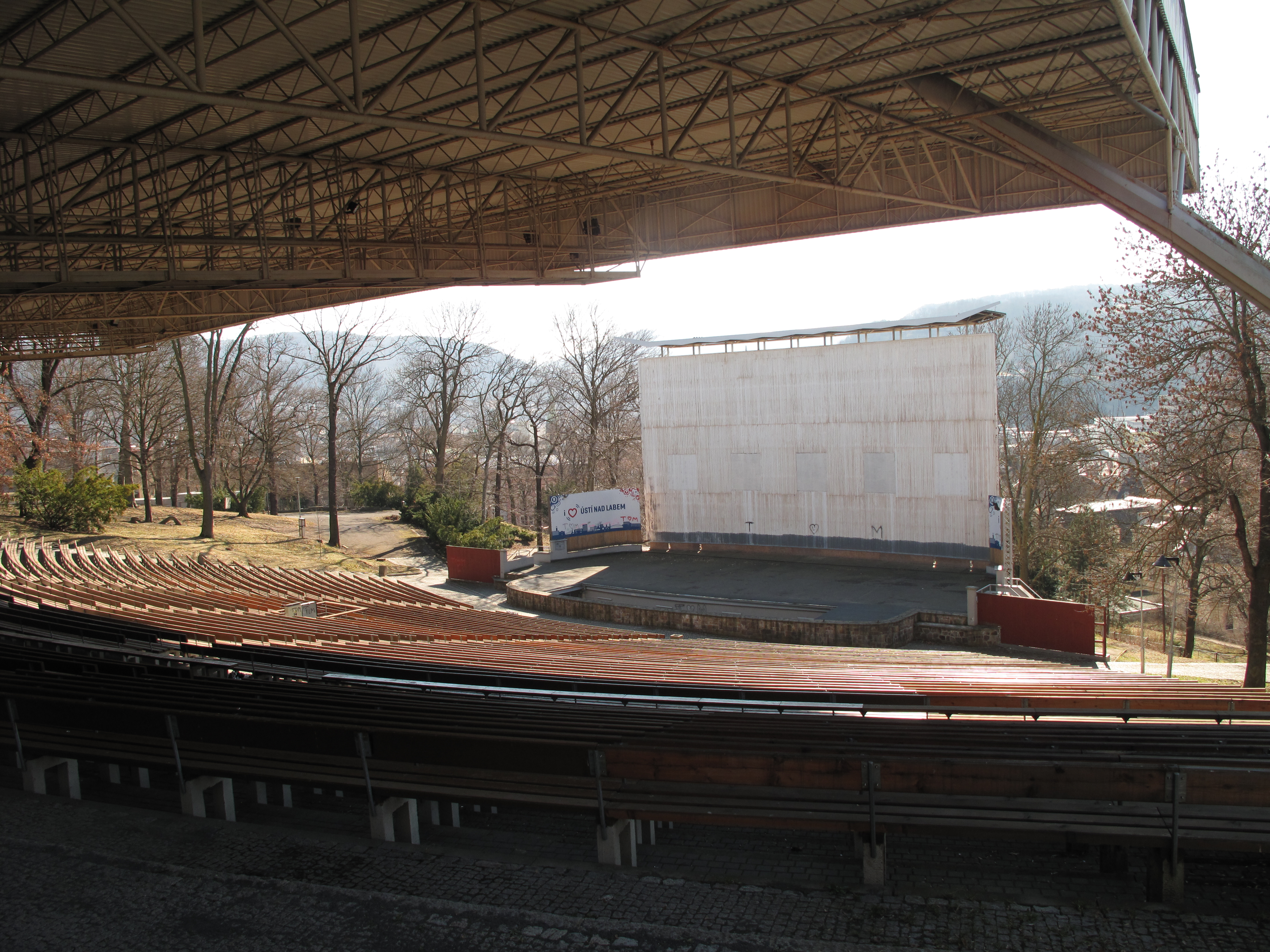
Pohled zpoza zastřešení
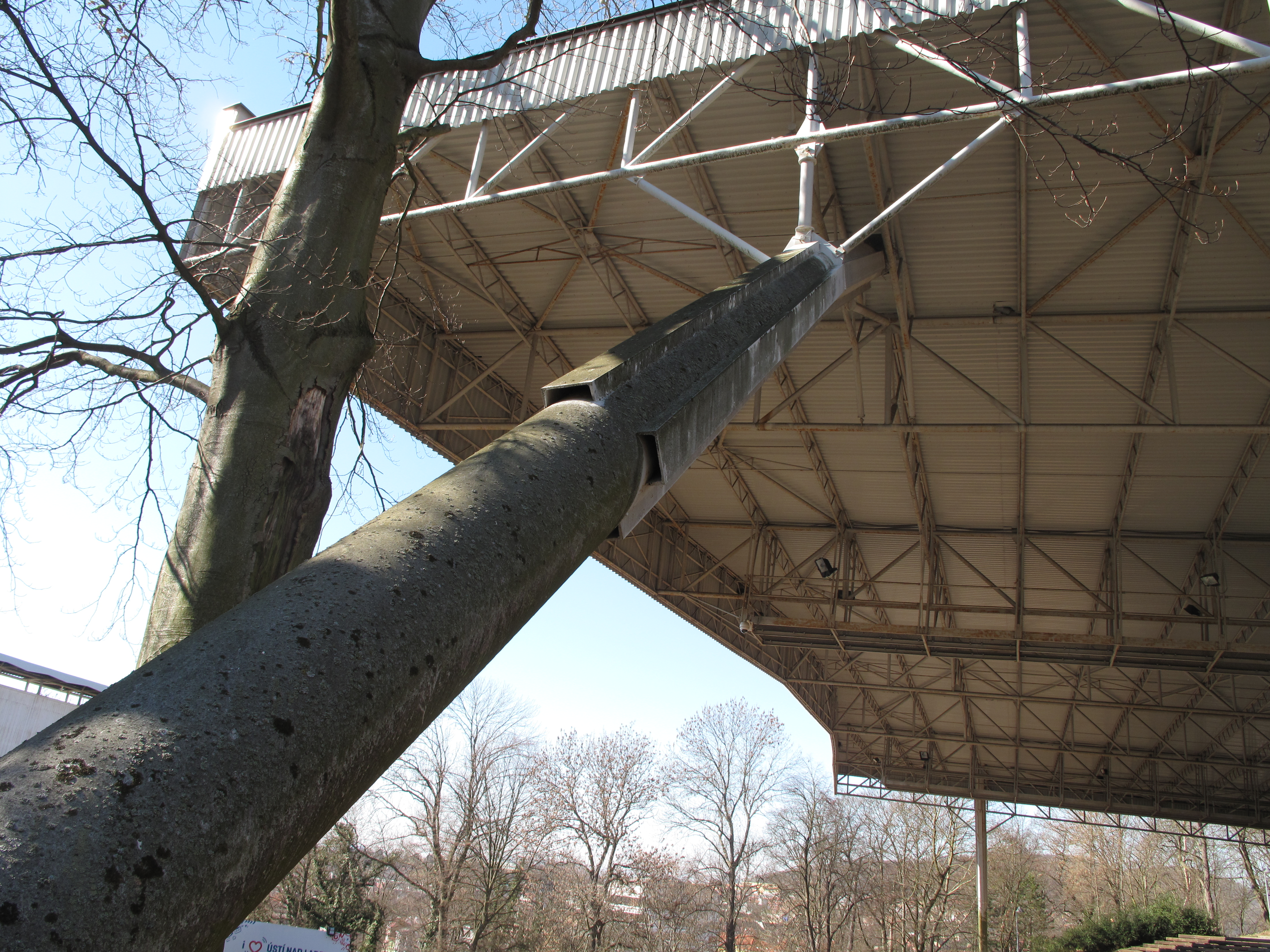
Průchod nosné trubky
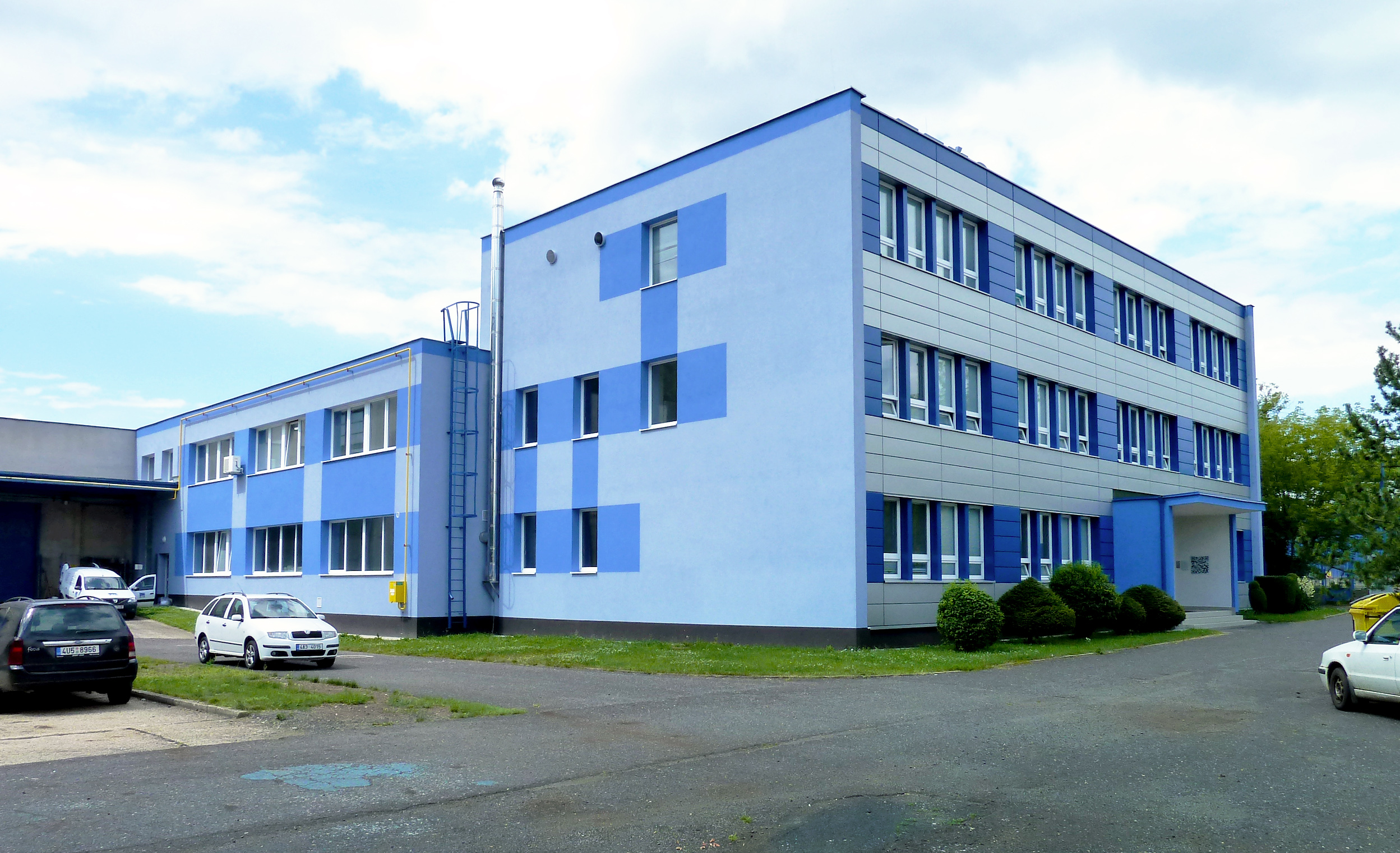
Budova Technického a zkušebního stavebního ústavu Praha v Teplicích
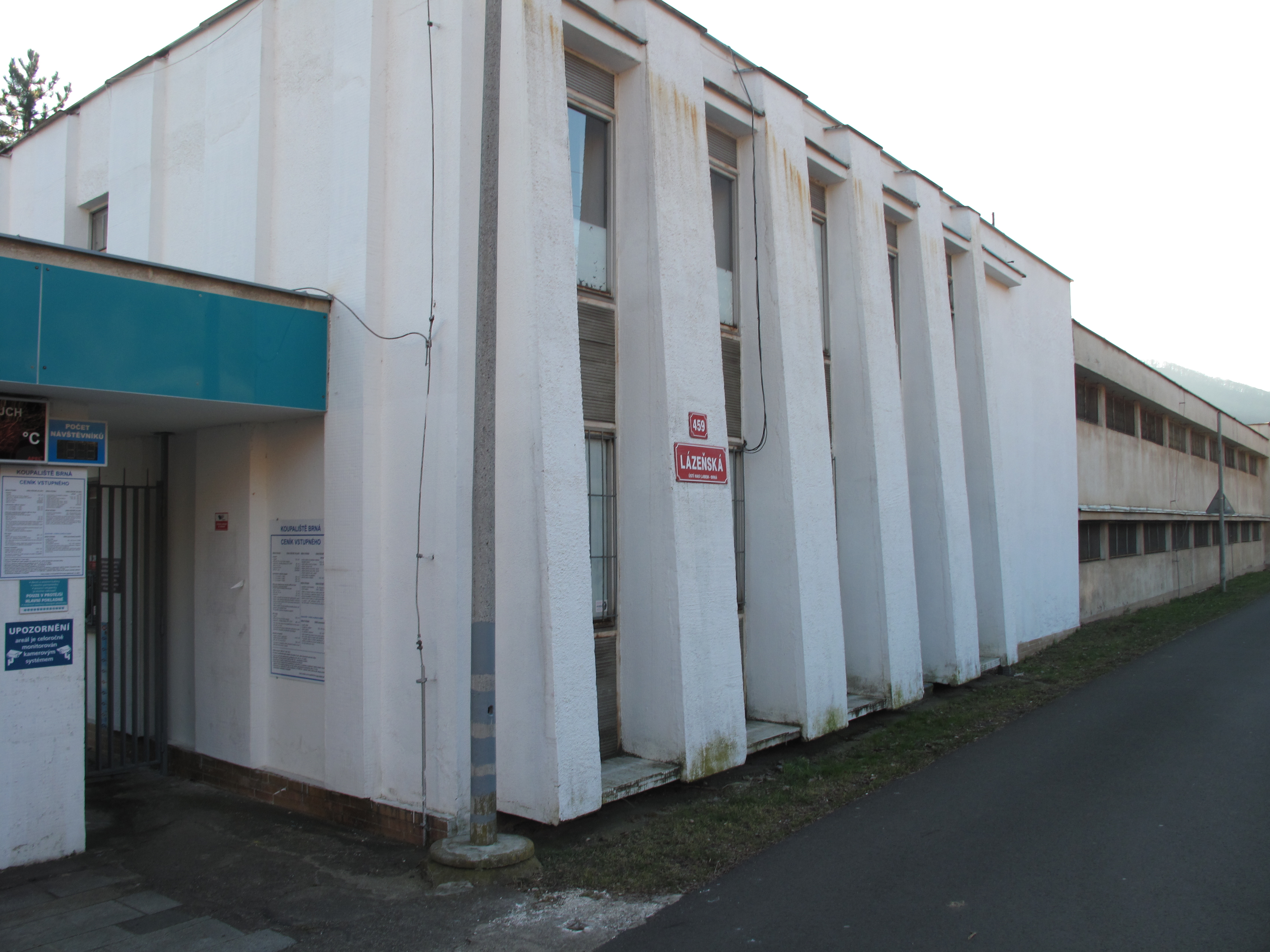
Budova termálního koupaliště v Brné
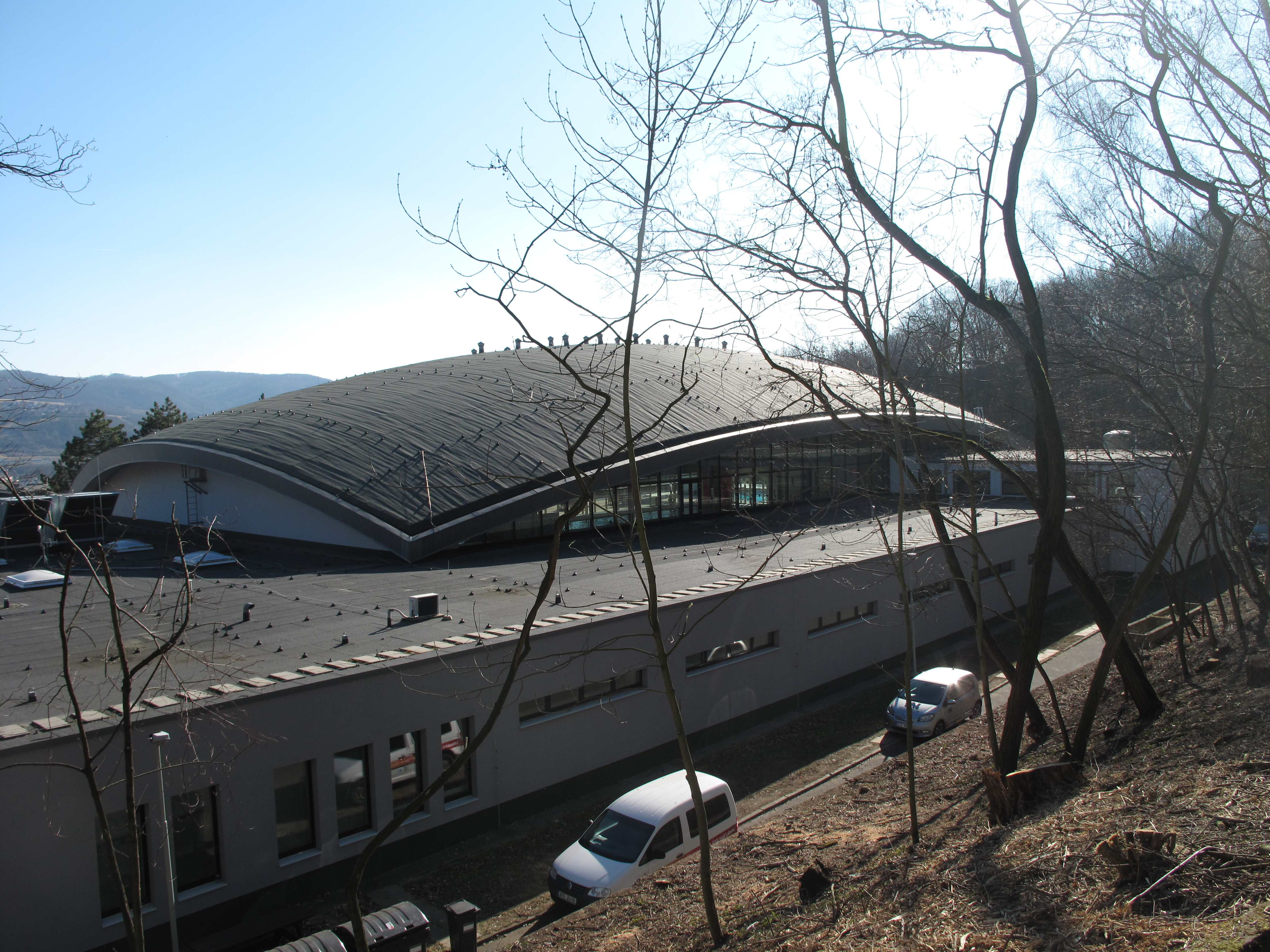
Plavecká hala Klíše
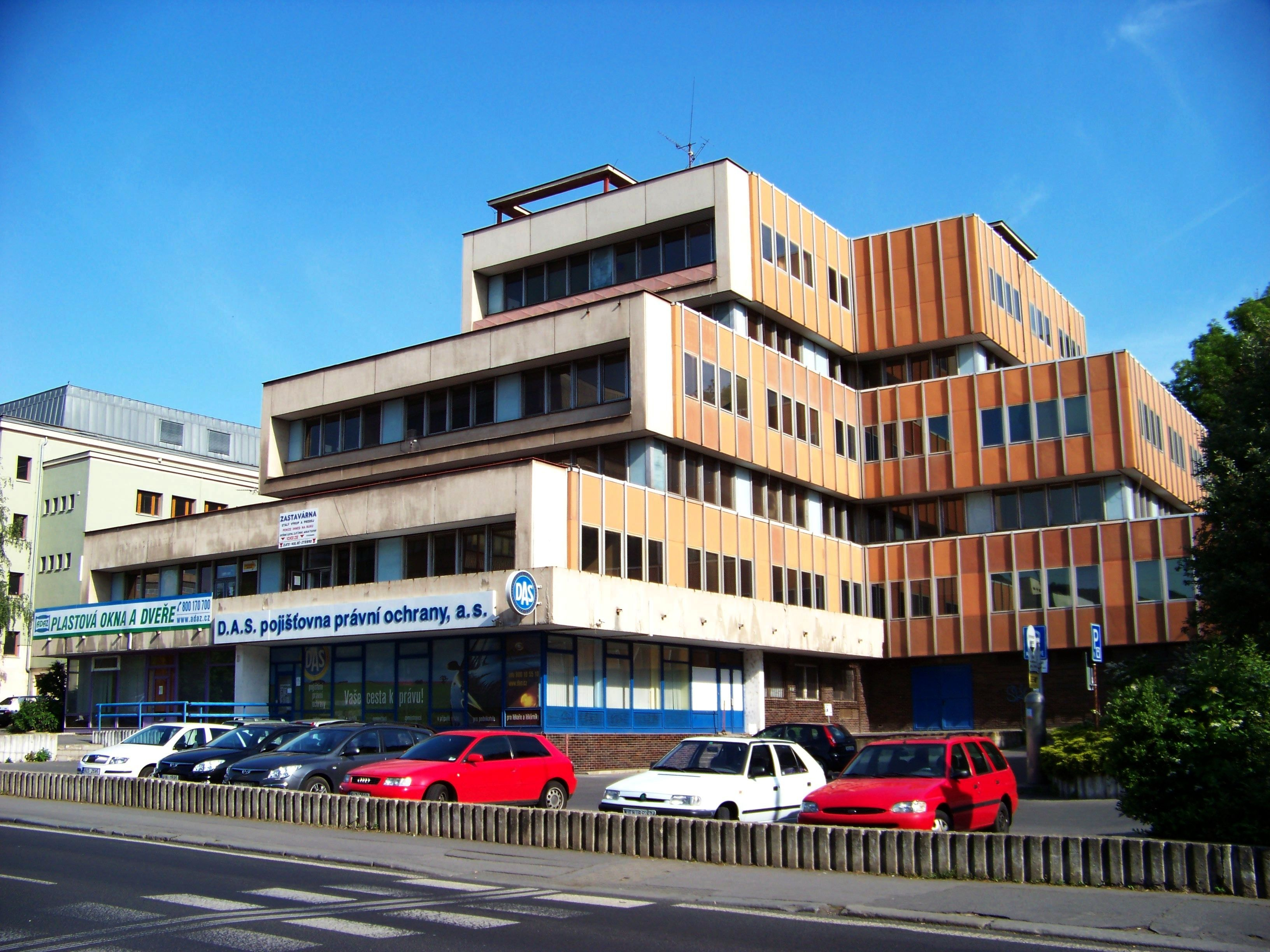
Původní podoba administrativní budovy v Ústí nad Labem